# Макко, Георг
Георг Макко (нем. Georg Macco, 23 марта 1863, Аахен — 20 апреля 1933, Генуя) — немецкий художник и иллюстратор — экспрессионист.

## Жизнь и творчество
В 1880—1887 изучал живопись годах в Академии художеств Дюссельдорфа под руководством Ойгена Дюкера и Иоганна Петера Янсена. Затем продолжил обучение в Мюнхене, откуда предпринял несколько учебных поездок, в которых черпал вдохновение для своих полотен, — в Альпы, в Норвегию и на Шпицберген, в Италию. Большой популярностью пользовались его работы, написанные также во время путешествий на Восток — в Константинополе, Афинах, Палестине, Ливане, Египте и Аравии.
Писал преимущественно масляными красками и гуашью, иногда — акварелью. Его работы отличаются присущей экспрессионистскому стилю выразительностью, мастерской игрой красок и света, тщательностью в изображении деталей. Писал преимущественно пейзажи, интерьеры зданий, виды больших городов.
Картины Г. Макко можно увидеть во многих музеях Германии — в Дюссельдорфе, Мюнхене, Аахене, а также в пражских музеях. Некоторые из них были вывезены немецкими оккупационными властями из Художественного музея Симферополя и до сих пор не обнаружены.

## Галерея

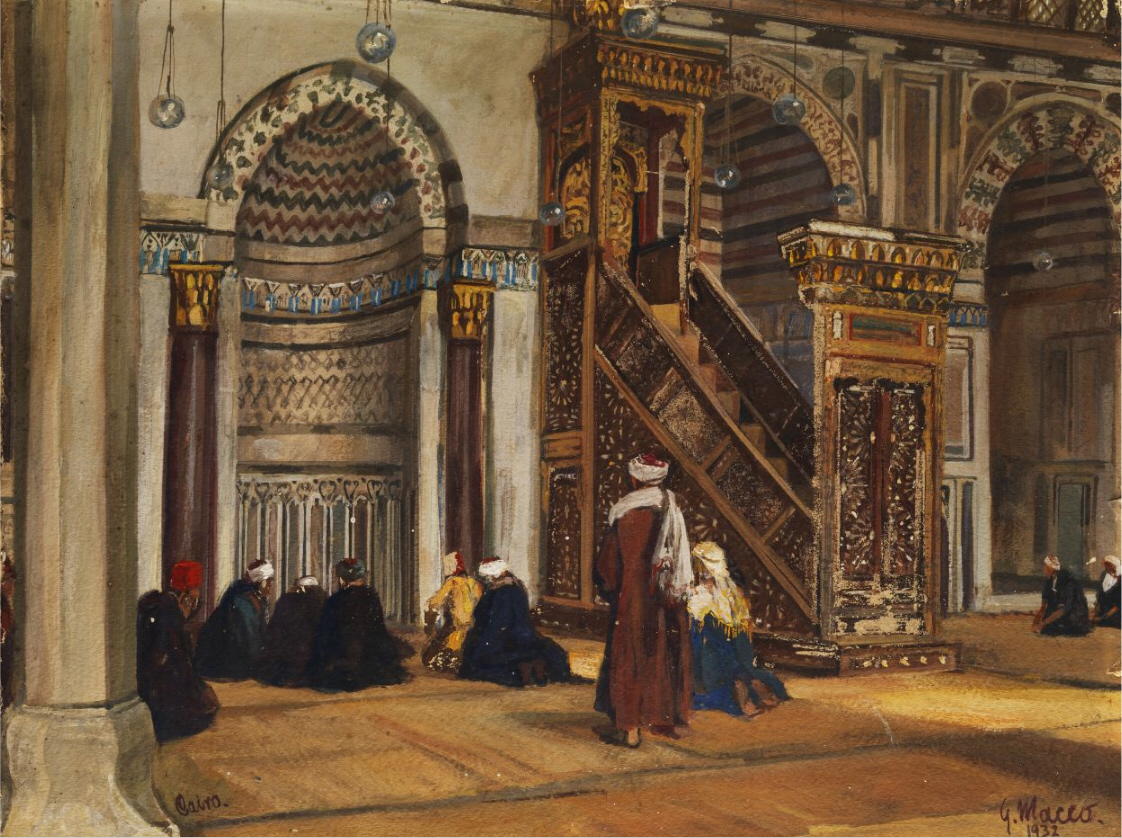
Мечеть аль-Бурдайни в Каире
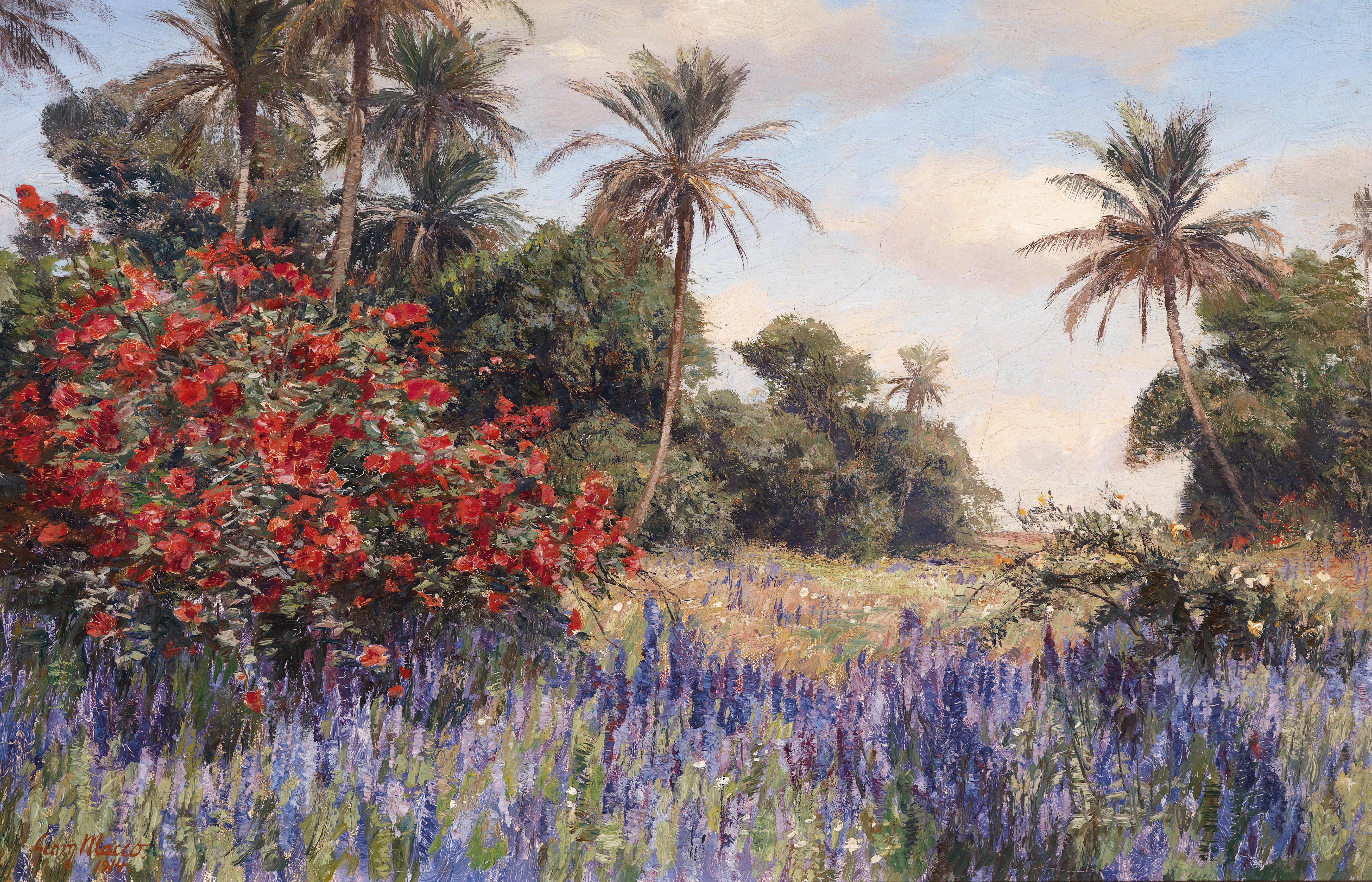
Южный пейзаж с лавандой
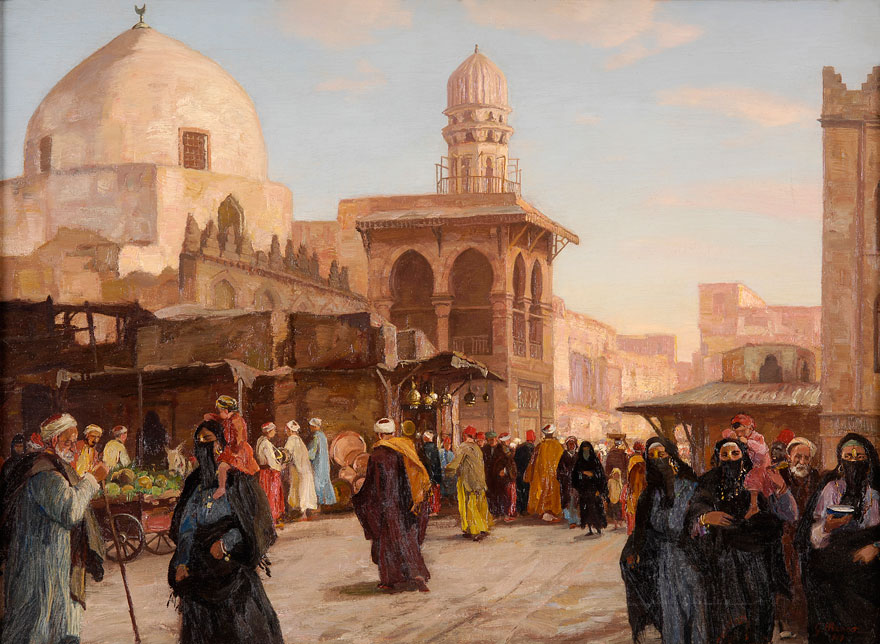
Мечеть Калаун в Каире
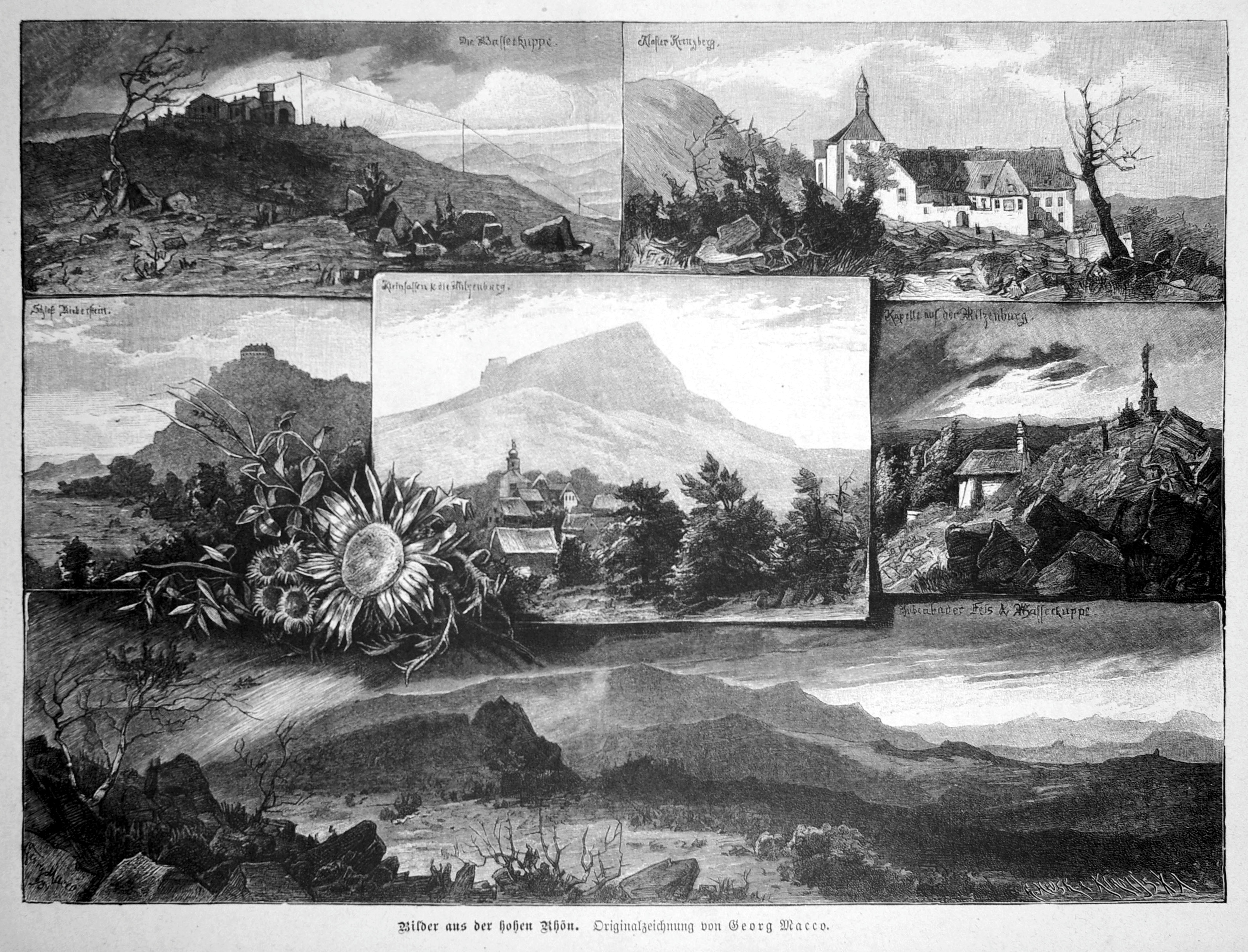
Открытка с репродукциями работ